# 2024년 하계 올림픽 크로아티아 선수단
2024년 하계 올림픽 크로아티아 선수단은 2024년 7월 26일부터 8월 11일까지 프랑스 파리에서 열리는 2024년 하계 올림픽에 참가한 올림픽 크로아티아 선수단이다. 크로아티아는 이 대회에 참가하면서 독립 후 9회 연속으로 하계 올림픽에 참가하게 된다.

## 출전 선수
| 종목   | 남자 | 여자 | 전체 |
| ------ | ---- | ---- | ---- |
| 복싱   | 1    | 0    | 1    |
| 사격   | 3    | 0    | 3    |
| 사이클 | 1    | 0    | 1    |
| 수구   | 13   | 0    | 13   |
| 수영   | 2    | 1    | 3    |
| 요트   | 4    | 2    | 6    |
| 육상   | 4    | 5    | 9    |
| 유도   | 1    | 2    | 3    |
| 조정   | 5    | 0    | 5    |
| 체조   | 2    | 0    | 2    |
| 카누   | 1    | 1    | 2    |
| 탁구   | 3    | 1    | 4    |
| 태권도 | 2    | 1    | 3    |
| 테니스 | 2    | 2    | 4    |
| 핸드볼 | 16   | 0    | 16   |
| 전체   | 60   | 15   | 75   |

## 메달 집계
| 종목 | 1 | 2 | 3 | 합계 |
| 종목 | ' | ' | ' | '    |
| 종목 | ' | ' | ' | '    |
| 종목 | ' | ' | ' | '    |
| 합계 | ' | ' | ' | '    |

## 종목별 성적

### 사격
남자
- 페타르 고르샤
- 미란 마리치치
- 지오바니 체르노고라즈

### 태권도
남자
- 마르코 골루비치
- 이반 샤피나

여자
- 레나 스토이코비치

## 같이 보기
- 2024년 하계 올림픽